# 豹鰨
豹鳎（学名：Pardachirus pavoninus），又名眼斑豹鳎，为鳎科豹鳎属的鱼类，俗名南鳎沙、拟无鳍鳎。分布于西达红海、南达昆士兰、东到萨摩亚、北到日本南部以及海南岛、两广及台湾等海区等，属于暖水性底层海鱼。其常见于浅海珊湖礁区。该物种的模式产地在安达曼群岛。

## 特徵
本魚體極側扁，呈卵圓形，口小，雙眼位於右側，魚體黃褐色；特徵是有眼側具有深褐色的不規則圓斑，並散布許多深褐色小斑點。尾柄明顯，尾鰭圓形，背鰭軟條62至73枚；臀鰭軟條48至55枚，在背鰭基底具有毒腺，體長可達25公分。

## 生態
本魚棲息於珊瑚礁或潟湖沙泥底質水域。平時大多停棲於海底，並將魚體埋藏於沙泥中，只露出兩眼觀察四周，能隨環境略為改變體色，游泳能力不佳，以波浪狀的方式上下擺動魚體來游泳，屬肉食性，以小型無脊椎動物為食。皮膚能分泌毒液，以驅逐掠食者。

## 經濟利用
數量少，不具經濟價值。

## 扩展阅读
維基物種上的相關：豹鰨